# Codex Aureus d'Echternach
Ne doit pas être confondu avec Évangéliaire d'Echternach.
Le Codex Aureus d'Echternach (Codex aureus Epternacencis), appelé aussi Évangéliaire d'Echternach, est un évangéliaire enluminé du XIe siècle, entièrement écrit en lettres d'or. Il est réalisé à l'abbaye d'Echternach (maintenant au Luxembourg) sous la direction de l'abbé Humbert, entre 1030 et 1050 où il reste jusqu'à la Révolution française. À la suite de la fermeture de l'abbaye vers 1795-1796, il transite par Mayence avant d'arriver à Erfurt, où le duc Ernest II de Saxe-Cobourg et Altenbourg l'achète en 1801. Par voie de succession, le manuscrit entre dans la maison ducale de Cobourg-Gotha, qui le vend en 1955 au Musée germanique de Nuremberg (Hs. 156142) pour raison financière.
Le manuscrit contient les versions Vulgate des quatre évangiles et des textes préliminaires, y compris les tableaux de canon d'Eusebian, et constitue un exemple majeur de l'illumination ottonienne, bien que le manuscrit, par opposition à la couverture, a probablement été achevé après la fin du règne de la dynastie ottonienne. Le manuscrit comporte 136 folios de 446 mm sur 310 mm. C'est l'un des manuscrits ottoniens les plus richement illuminés. Il contient plus de 60 pages décoratives, dont 16 miniatures de pleine page, 9 initiales de pleine page, 5 portraits d'évangélistes, 10 pages de tableaux de canon décorés et 16 initiales d'une demi-page. En outre, il y a 503 initiales plus petites et des pages peintes pour ressembler à des textiles. Le texte entier est écrit à l'encre dorée.